# موهان آگاشه
موهان آگاشه (به انگلیسی: Mohan Agashe) (زاده ۲۳ ژوئیه ۱۹۴۷) روان‌پزشک و بازیگر هندی است.
از فیلم‌های معروف او می‌توان به بازی در فیلم میسیسیپی ماسالا اشاره کرد.

## فیلم‌شناسی
فهرست برخی از فیلم‌هایی که موهان آگاشه در آنها به ایفای نقش پرداخته است:
- قتل بی‌نقص
- میسیسیپی ماسالا
- آدم‌ربایی
- غیرممکن
- حکم اعدام
- رستگاری
- نقش
- تکان ناگهانی
- خشم
- گناه
- قاتل ۵۶
- تو هستی
- آتش و باران
- رهایی
- جوانی وکیل مدافع
- باچان پاندی
- پادشاه و کمیسر
- قطار به پاکستان